# Keita Suzuki
Keita Suzuki (jap. 鈴木啓太 Suzuki Keita; (ur. 8 lipca 1981 w Shizuoce) - japoński piłkarz występujący na pozycji pomocnika w Urawa Red Diamonds. Mierzy 178 cm wzrostu. W swoim klubie gra z numerem 13.

## Sukcesy
- wygranie Azjatyckiej Ligi Mistrzów:2007
- wygranie ligi japońskiej:2006
- zdobycie Pucharu Emperor's:2005, 2006
- zdobycie Pucharu ligi japońskiej:2003
- zdobycie Superpucharu Japonii:2006